# Anri Krugel
Anri Krugel, née le 14 avril 1995, est une coureuse cycliste et triathlète namibienne.

## Biographie
En 2023, elle est vice-championne d'Afrique en contre-la-montre par équipes.

## Palmarès en cyclisme sur route

### Par années
- 2022
  - 3e du championnat de Namibie du contre-la-montre
- 2023
  -  Médaillée d'argent du championnat d'Afrique du contre-la-montre par équipes
  - 2e du championnat de Namibie du contre-la-montre
  - 3e du championnat de Namibie sur route
- 2024
  -  Médaillée d'argent du critérium aux Jeux africains
  - 3e du championnat de Namibie du contre-la-montre
  - 3e du championnat de Namibie sur route
- 2025
  -  Championne de Namibie sur route
  -  Championne de Namibie du contre-la-montre

### Classements mondiaux
| Année                                 | 2021 | 2022 | 2023 | 2024 |
| ------------------------------------- | ---- | ---- | ---- | ---- |
| Classement UCI                        | 758e | 698e | 230e | 306e |
|                                       |      |      |      |      |
| Légende : nc = non classéSource : UCI |      |      |      |      |

## Palmarès en VTT
- 2025
  -  Médaillée de bronze du championnat d'Afrique de cross-country marathon

## Palmarès en triathlon
Le tableau présente les résultats les plus significatifs (podium) obtenus sur le circuit national de triathlon et de duathlon depuis 2021.
| Année | Compétition                                 | Pays    | Position           | Temps           |
| ----- | ------------------------------------------- | ------- | ------------------ | --------------- |
| 2022  | Championnats de Namibie de triathlon sprint | Namibie | Médaille d'or      | 1 h 11 min 36 s |
| 2021  | Championnat d'Afrique de duathlon           | Namibie | Médaille de bronze | 2 h 29 min 13 s |